# A Moon Shaped Pool
A Moon Shaped Pool là album phòng thu thứ 9 của ban nhạc rock người Anh Radiohead, được phát hành vào ngày 8 tháng 5 năm 2016 dưới dạng kỹ thuật số, và ngày 17 tháng 6 năm 2016 dưới các định dạng phổ thông khác bởi XL Recordings.
Được sản xuất bởi Nigel Godrich, A Moon Shaped Pool chủ yếu được thu âm tại miền nam nước Pháp với phần hòa âm dàn dây và hợp ca thể hiện bởi Dàn nhạc giao hưởng London (LCO). Một vài ca khúc như "True Love Waits" và "Burn the Witch" là những sáng tác khá cũ, được ban nhạc lần đầu thu âm chính thức. Chủ đề chính của album đề cập tới biến đổi khí hậu, tư duy tập thể và tình yêu — rất nhiều đánh giá cho rằng đó là những chủ đề chính mà Thom Yorke quan tâm sau khi chia tay bạn gái Rachel Owen. Phần bìa đĩa là một bức tranh trừu tượng của họa sĩ Stanley Donwood.
Radiohead chính thức quảng bá A Moon Shaped Pool với hai đĩa đơn "Burn the Witch" và "Daydreaming", thông qua một chiến dịch hoành tráng trên mạng xã hội và thư tín trên toàn nước Anh, đi kèm với nhiều video âm nhạc công phu. Ban nhạc sau đó lưu diễn trong suốt năm 2016, kéo dài tới tận năm 2018 nhân các sự kiện liên hoan âm nhạc Coachella và Glastonbury. Ban nhạc thậm chí còn trình diễn tại Tel Aviv, gây nên làn sóng chỉ trích từ nhóm Boycott, Divestment and Sanctions vốn kêu gọi tẩy chay Israel.
A Moon Shaped Pool được nhiều tạp chí âm nhạc đánh giá là một trong những sản phẩm xuất sắc nhất thập niên 2010. Đây là album thứ 5 của Radiohead có được đề cử tại Giải Mercury, ngoài ra còn giúp ban nhạc nhận được đề cử cho Album nhạc alternative xuất sắc nhất và Bài hát rock hay nhất ("Burn the Witch") tại Giải Grammy lần thứ 59. Album cũng giành được vị trí quán quân tại nhiều quốc gia trên toàn thế giới, trong đó có 6 tuần tại Anh và là một trong những đĩa than bán chạy nhất trong năm tại đất nước này. A Moon Shaped Pool cũng nhận được chứng chỉ Vàng tại Anh, Mỹ, Canada, Úc, Pháp và Ý.

## Danh sách ca khúc
Tất cả các ca khúc được viết bởi Radiohead.
| STT              | Nhan đề                                                           | Thời lượng |
| ---------------- | ----------------------------------------------------------------- | ---------- |
| 1.               | "Burn the Witch"                                                  | 3:40       |
| 2.               | "Daydreaming"                                                     | 6:24       |
| 3.               | "Decks Dark"                                                      | 4:41       |
| 4.               | "Desert Island Disk"                                              | 3:44       |
| 5.               | "Ful Stop"                                                        | 6:07       |
| 6.               | "Glass Eyes"                                                      | 2:52       |
| 7.               | "Identikit"                                                       | 4:26       |
| 8.               | "The Numbers"                                                     | 5:45       |
| 9.               | "Present Tense"                                                   | 5:06       |
| 10.              | "Tinker Tailor Soldier Sailor Rich Man Poor Man Beggar Man Thief" | 5:03       |
| 11.              | "True Love Waits"                                                 | 4:43       |
| Tổng thời lượng: | Tổng thời lượng:                                                  | 52:31      |

| Phiên bản đặc biệt | Phiên bản đặc biệt | Phiên bản đặc biệt |
| STT                | Nhan đề            | Thời lượng         |
| ------------------ | ------------------ | ------------------ |
| 1.                 | "Ill Wind"         | 4:16               |
| 2.                 | "Spectre"          | 3:19               |
| Tổng thời lượng:   | Tổng thời lượng:   | 7:35               |

## Thành phần tham gia sản xuất
Theo phần bìa phụ chú album:
| Radiohead - Colin Greenwood - Jonny Greenwood - Ed O'Brien - Philip Selway - Thom Yorke Nghệ sĩ khách mời - Clive Deamer – trống trong "Ful Stop". - Dàn nhạc giao hưởng Luân Đôn – dàn dây, hợp ca. - Hugh Brunt – chỉ huy dàn nhạc. | Sản xuất - Nigel Godrich – sản xuất, trộn âm, kỹ thuật viên âm thanh. - Sam Petts-Davies – kỹ thuật viên âm thanh. - Maxime LeGuil – trợ lý kỹ thuật viên âm thanh. - Bob Ludwig – chỉnh âm. - Tim Plank, Graeme Stewart, Michelle Shearer – nhân viên phòng thu. Thiết kế - Stanley Donwood – bìa đĩa. - Thom Yorke, được ghi dưới tên Doctor Tchock. |

## Xếp hạng
| Bảng xếp hạng (2016)                     | Vị trí cao nhất |
| ---------------------------------------- | --------------- |
| Album Úc (ARIA)                          | 2               |
| Album Áo (Ö3 Austria)                    | 4               |
| Album Bỉ (Ultratop Vlaanderen)           | 1               |
| Album Bỉ (Ultratop Wallonie)             | 4               |
| Album Canada (Billboard)                 | 2               |
| Album Đan Mạch (Hitlisten)               | 5               |
| Album Hà Lan (Album Top 100)             | 2               |
| Album Phần Lan (Suomen virallinen lista) | 3               |
| Album Pháp (SNEP)                        | 5               |
| Album Đức (Offizielle Top 100)           | 3               |
| Greek Albums (IFPI Greece)               | 6               |
| Album Hungaria (MAHASZ)                  | 22              |
| Album Ireland (IRMA)                     | 1               |
| Album Ý (FIMI)                           | 2               |
| Album Nhật Bản (Oricon)                  | 6               |
| Album New Zealand (RMNZ)                 | 2               |
| Album Na Uy (VG-lista)                   | 1               |
| Album Ba Lan (ZPAV)                      | 9               |
| Album Bồ Đào Nha (AFP)                   | 1               |
| Album Scotland (OCC)                     | 1               |
| South Korean Albums (Gaon)               | 15              |
| South Korean International Albums (Gaon) | 2               |
| Album Tây Ban Nha (PROMUSICAE)           | 6               |
| Album Thụy Điển (Sverigetopplistan)      | 3               |
| Album Thụy Sĩ (Schweizer Hitparade)      | 1               |
| Album Anh Quốc (OCC)                     | 1               |
| Album Hoa Kỳ Billboard 200               | 3               |
| Album Hoa Kỳ Top Alternative (Billboard) | 1               |
| Album Hoa Kỳ Top Rock (Billboard)        | 1               |

| Bảng xếp hạng (2016)                     | Vị trí |
| ---------------------------------------- | ------ |
| Australian Albums (ARIA)                 | 32     |
| Belgian Albums (Ultratop Flanders)       | 19     |
| Belgian Albums (Ultratop Wallonia)       | 35     |
| Dutch Albums (MegaCharts)                | 24     |
| French Albums (SNEP)                     | 78     |
| Italian Albums (FIMI)                    | 45     |
| Japan Hot Albums (Billboard Japan)       | 92     |
| Japanese Albums (Oricon)                 | 98     |
| New Zealand Albums (RMNZ)                | 38     |
| South Korean International Albums (Gaon) | 26     |
| Swiss Albums (Schweizer Hitparade)       | 21     |
| UK Albums (OCC)                          | 28     |
| US Billboard 200                         | 73     |
| US Alternative Albums (Billboard)        | 6      |
| US Independent Albums (Billboard)        | 1      |
| US Top Rock Albums (Billboard)           | 6      |

| Bảng xếp hạng (2017)               | Vị trí |
| ---------------------------------- | ------ |
| Belgian Albums (Ultratop Flanders) | 135    |

## Chứng chỉ
| Quốc gia | Chứng nhận | Số đơn vị/doanh số chứng nhận |
| --- | ---------- | ----------------------------- |
| Úc (ARIA) | Vàng       | 35.000^                       |
| Canada (Music Canada) | Vàng       | 40.000^                       |
| Pháp (SNEP) | Vàng       | 54.800                        |
| Ý (FIMI) | Vàng       | 25.000*                       |
| Anh Quốc (BPI) | Vàng       | 100.000‡                      |
| Hoa Kỳ (RIAA) | Vàng       | 500.000‡                      |
| Tổng hợp |            |                               |
| Toàn thế giới | —          | 1.100.000                     |
| * Chứng nhận dựa theo doanh số tiêu thụ. ^ Chứng nhận dựa theo doanh số nhập hàng. ‡ Chứng nhận dựa theo doanh số tiêu thụ và phát trực tuyến. |            |                               |

## Phát hành
| Khu vực       | Ngày phát hành      | Hãng đĩa              | Định dạng                | Tuyển tập                    |
| ------------- | ------------------- | --------------------- | ------------------------ | ---------------------------- |
| Toàn thế giới | 8 tháng 5 năm 2016  | XL                    | Tải nhạc Phát trực tuyến | XLDA790                      |
| Toàn thế giới | 17 tháng 6 năm 2016 | XL                    | CD Đĩa than              | XLCD790 / XLLP790 / XLLP790X |
| Nhật Bản      | 15 tháng 6 năm 2016 | Hostess Entertainment | CD Đĩa than              | BGJ-5106                     |